# Annie Murphy
Anne Frances Murphy (Ottawa, 1986. december 19. –) Primetime Emmy-díjas kanadai színésznő.
A leginkább televíziós sorozatokban szereplő Murphy 2015 és 2020 között a Schitt's Creek című szituációs komédia főszereplője volt. Alexis Rose megformálásával kivívta a kritikusok elismerését és Primetime Emmy-díjat nyert, továbbá Golden Globe-díjra is jelölték. Ezután a Kevin Can F**k Himself (2021–2022) és a Végtelen matrjoska (2022) című műsorok következtek, valamint a Fekete tükör egy 2023-as epizódjában is felbukkant.

## Fiatalkora és tanulmányai
1986. december 19-én született Ottawában. Szülei tanárok voltak. Az ottawai Elmwood School középiskolába járt, ahol színpadi produkciókban szerepelt.
Egy évig a Queen's University-n tanult, mielőtt átiratkozott és színházi előadóművészi diplomát szerzett a Concordia University-n. Ezt követően a Canadian Film Centre Actors' Conservatory-ban folytatta tanulmányait.
22 évesen Los Angelesbe költözött, hogy színészi karriert kezdjen.

## Magánélete
2011 augusztusában feleségül ment Menno Versteeg énekes-zenészhez, a Hollerado és az Anyway Gang nevű együttesek frontemberéhez. 2013-ban tűz ütött ki az otthonukban. Mindketten sértetlenül megmenekültek, de a holmijuk nagy részét elvesztették.
Csuklójára James Stewart sziluettjét tetováltatta. A színész Barátom, Harvey című filmben nyújtott "szívszaggató, édes és vicces" alakítása nagyban hatott Murphyre.

### Aktivizmus
A Care Canada globális segélyszervezet nagykövete. 2019-ben Jordániába látogatott, hogy megismerje a Care által a nők és lányok helyzetének javítására tett erőfeszítéseket a régióban. 2021 januárjában az első vörös szőnyeges ruhájának árveréséből származó bevételt az Encampment Support Network nevű nonprofit szervezetnek adományozta, amely a torontói hajléktalanokat segíti.

## Filmográfia

### Film
| Év   | Cím                                                     | Szerep                       | Megjegyzések |
| ---- | ------------------------------------------------------- | ---------------------------- | ------------ |
| 2008 | Story of Jen                                            | Ana                          |              |
| 2010 | Lick                                                    | Jennifer                     |              |
| 2010 | A Windigo Tale                                          | barát a művészeti galériában |              |
| 2012 | Overwatch                                               | Clare                        | rövidfilm    |
| 2014 | Saturday Night Special                                  | Charlotte                    | rövidfilm    |
| 2023 | Ruby Gillman, tinikráken (Ruby Gillman, Teenage Kraken) | Chelsea (hangja)             |              |

### Televízió
| Év        | Magyar cím                | Eredeti cím             | Szerep                       | Megjegyzések             |
| --------- | ------------------------- | ----------------------- | ---------------------------- | ------------------------ |
| 2007      | Gyilkos rögeszme          | Lethal Obsession        | Sarah                        | tévéfilm                 |
| 2007      |                           | The Business            | ügyvéd                       | 1 epizód                 |
| 2008      | Parti-randi               | Picture This            | telefonáló gyerek            | Television film          |
| 2009      |                           | The Beautiful Life: TBL | Sarah                        | 1 epizód                 |
| 2010      |                           | Blue Mountain State     | Jill                         | 2 epizód                 |
| 2011      | Fejjel a falnak           | Against the Wall        | Tanya                        | 1 epizód                 |
| 2012      | A szépség és a szörnyeteg | Beauty & the Beast      | Amy                          | 1 epizód                 |
| 2012      | Elit egység               | Flashpoint              | napköziotthon dolgozója      | 1 epizód                 |
| 2012      |                           | Good God                | Tara                         | 1 epizód                 |
| 2012      | Kékpróba                  | Rookie Blue             | Angela Kehoe                 | 1 epizód                 |
| 2015      |                           | The Plateaus            | Morgan                       | 10 epizód                |
| 2015–2020 |                           | Schitt's Creek          | Alexis Rose                  | 80 epizód                |
| 2021      | Amerikai fater            | American Dad!           | Klaus randipartnere (hangja) | 1 epizód                 |
| 2021      | Robotcsirke               | Robot Chicken           | több szereplő hangja         | 1 epizód                 |
| 2021–2022 |                           | Crank Yankers           | Angela (hangja)              | 3 epizód                 |
| 2021–2022 |                           | Kevin Can F**k Himself  | Allison McRoberts            | 16 epizód                |
| 2022      |                           | Murderville             | önmaga                       | 1 epizód                 |
| 2022      | Végtelen matrjoska        | Russian Doll            | Ruth Brenner                 | 5 epizód                 |
| 2022      |                           | Fairfax                 | több szereplő hangja         | 1 epizód                 |
| 2023      | Fekete tükör              | Black Mirror            | Joan Tait / önmaga           | 1 epizód (Joan Is Awful) |
| 2023      |                           | Praise Petey            | Petey (hangja)               | főszereplő               |

## Fordítás
- Ez a szócikk részben vagy egészben  az   Annie Murphy című angol Wikipédia-szócikk fordításán alapul.  Az eredeti cikk szerkesztőit annak laptörténete sorolja fel. Ez a jelzés csupán a megfogalmazás eredetét és a szerzői jogokat jelzi, nem szolgál a cikkben szereplő információk forrásmegjelöléseként.